# Nouelia insignis
Nouelia insignis  Franch., 1888 è una specie di piante angiosperme dicotiledoni della famiglia delle Asteraceae. È l'unica specie del genere Nouelia Franch., 1888.

## Descrizione
Habitus. Questa specie ha un habitus perenne arbustivo o piccolo-arboreo (3 - 4 metri di altezza).
Foglie. Le foglie lungo il caule sono disposte in modo alternato e sono picciolate (lunghezza del picciolo: 2 – 4 cm). Le foglie sono semplici o con margini denticolati o minutamente callosi. La forma della lamina è da ellittica a oblunga con base da ottusa a arrotondata, apice da ottuso a acuminati. Dimensioni della foglie: 8-26 x 3,5–12 cm. La consistenza è leggermente coriacea; abassialmente è tomentosa, mentre adassialmente è glabra.
Infiorescenza. Le infiorescenze sono composte da capolini grandi (5 cm di diametro), solitari e terminali. I capolini di tipo radiato ed omogami sono formati da un involucro a forma da campanulata a spiralata (diametro dell'involucro: 2 - 2,5 cm) composto da brattee (o squame) all'interno delle quali un ricettacolo fa da base ai fiori. Le brattee, persistenti e simili a foglie coriacee e abassialmente tomentose con forme ovato-triangolari, disposte su 6 - 7 o più serie in modo embricato e scalate in altezza, sono di vario tipo e consistenza. Il ricettacolo, glabro, da piatto a convesso e alveolato è privo di pagliette a protezione della base dei fiori (ricettacolo nudo).
Fiori. I fiori sono tetraciclici (a cinque verticilli: calice – corolla – androceo – gineceo) e in genere pentameri (ogni verticillo ha 5 elementi). I fiori sono dimorfi (con forme diverse, bilabiati e uniseriali quelli marginali e tubolari quelli del disco), ermafroditi e fertili.
- Formula fiorale:

*/x K {\displaystyle \infty }, [C (5), A (5)], G 2 (infero), achenio
- Calice: i sepali del calice sono ridotti ad una coroncina di squame.
- Corolla: il colore delle corolle è bianco. Fiori del disco: la corolla è tubolare (actinomorfa) terminante con 5 profondi lobi. Fiori marginali: la corolla è bilabiata (zigomorfa) con un labbro esterno formato da tre denti o da tre lobi e quello interno da due lunghi lobi diritti o attorcigliati..
- Androceo: l'androceo è formato da 5 stami con filamenti liberi e antere saldate in un manicotto circondante lo stilo.[11] Le antere in genere hanno una forma sagittata con appendici apicali pubescenti. Le teche sono calcarate (provviste di speroni) e provviste di code lunghe e pelose. Talvolta le code sono connate tra di loro. Il polline normalmente è tricolporato a forma sferica (può essere microechinato).
- Gineceo: il gineceo ha un ovario uniloculare infero formato da due carpelli.[11]. Lo stilo, glabro, è unico e con due stigmi. Gli stigmi sono corti con terminazioni arrotondate (raramente acute) e ottuse. L'ovulo è unico e anatropo.

Frutti. I frutti sono degli acheni con pappo. La forma degli acheni è cilindrica (raramente è compressa) con superficie pubescente. Il carpoforo (o carpopodium) è uno stretto anello o corto cilindro appena visibile oppure è assente. L'endosperma è cellulare. Il pappo è formato da diverse setole disposte su 2 - 3 serie, tutte sono piumose all'apice, alcune sono più corte. Il pappo è direttamente inserito nel pericarpo o è connato in un anello parenchimatico posto sulla parte apicale dell'achenio.

## Biologia
- Impollinazione: l'impollinazione avviene tramite insetti (impollinazione entomogama tramite farfalle diurne e notturne).
- Riproduzione: la fecondazione avviene fondamentalmente tramite l'impollinazione dei fiori (vedi sopra).
- Dispersione: i semi (gli acheni) cadendo a terra sono successivamente dispersi soprattutto da insetti tipo formiche (disseminazione mirmecoria). In questo tipo di piante avviene anche un altro tipo di dispersione: zoocoria. Infatti gli uncini delle brattee dell'involucro si agganciano ai peli degli animali di passaggio disperdendo così anche su lunghe distanze i semi della pianta.

## Distribuzione e habitat
La specie di questa voce è distribuita nella Cina centrale (habitat: foreste, macchie in generali, pendii ripidi e burroni).

## Tassonomia
La famiglia di appartenenza di questa voce (Asteraceae o Compositae, nomen conservandum) probabilmente originaria del Sud America, è la più numerosa del mondo vegetale, comprende oltre 23.000 specie distribuite su 1.535 generi, oppure 22.750 specie e 1.530 generi secondo altre fonti (una delle checklist più aggiornata elenca fino a 1.679 generi). La famiglia attualmente (2021) è divisa in 16 sottofamiglie.

### Filogenesi
Il genere di questa voce è descritto all'interno della sottofamiglia Stifftioideae. La sottofamiglia Stifftioideae, nell'ambito della famiglia, occupa una posizione "basale" subito dopo la sottofamiglia Barnadesioideae e della recente sottofamiglia Famatinanthoideae. Questa sottofamiglia è probabilmente un "gruppo fratello" della sottofamiglia Mutisioideae. La sottofamiglia è formata da due tribù: Hyalideae e Stifftieae.
Il genere Nouelia descritto da questa voce appartiene alla tribù Hyalideae. In particolare è inserito nel "Leucomeris Clade" formato dai generi Leucomeris e Nouelia. Il clade è anche chiamato "Nouvelia Group" ed è caratterizzato da grandi arbusti, foglie a disposizione alternata, infiorescenze terminali solitarie o raggruppate, capolini omogami radiati o discoidi e fiori bilabiati o tubolosi.. Anche se in passato si è pensato di unire le specie dei due generi di questo clade, recenti studi hanno dimostrato alcune chiare divergenze tra i due generi (allopatriche e nel lignaggio genealogico) con storie filogenetiche (e filogeografiche) diverse.
In precedenti trattamenti questo genere era descritto all'interno della sottotribù "Gochnatiinae" (tribù "Mutisieae).
Il numero cromosomico delle specie di questo genere è: 2n = 57.